# Elisabeth-Hospital (Marburg)

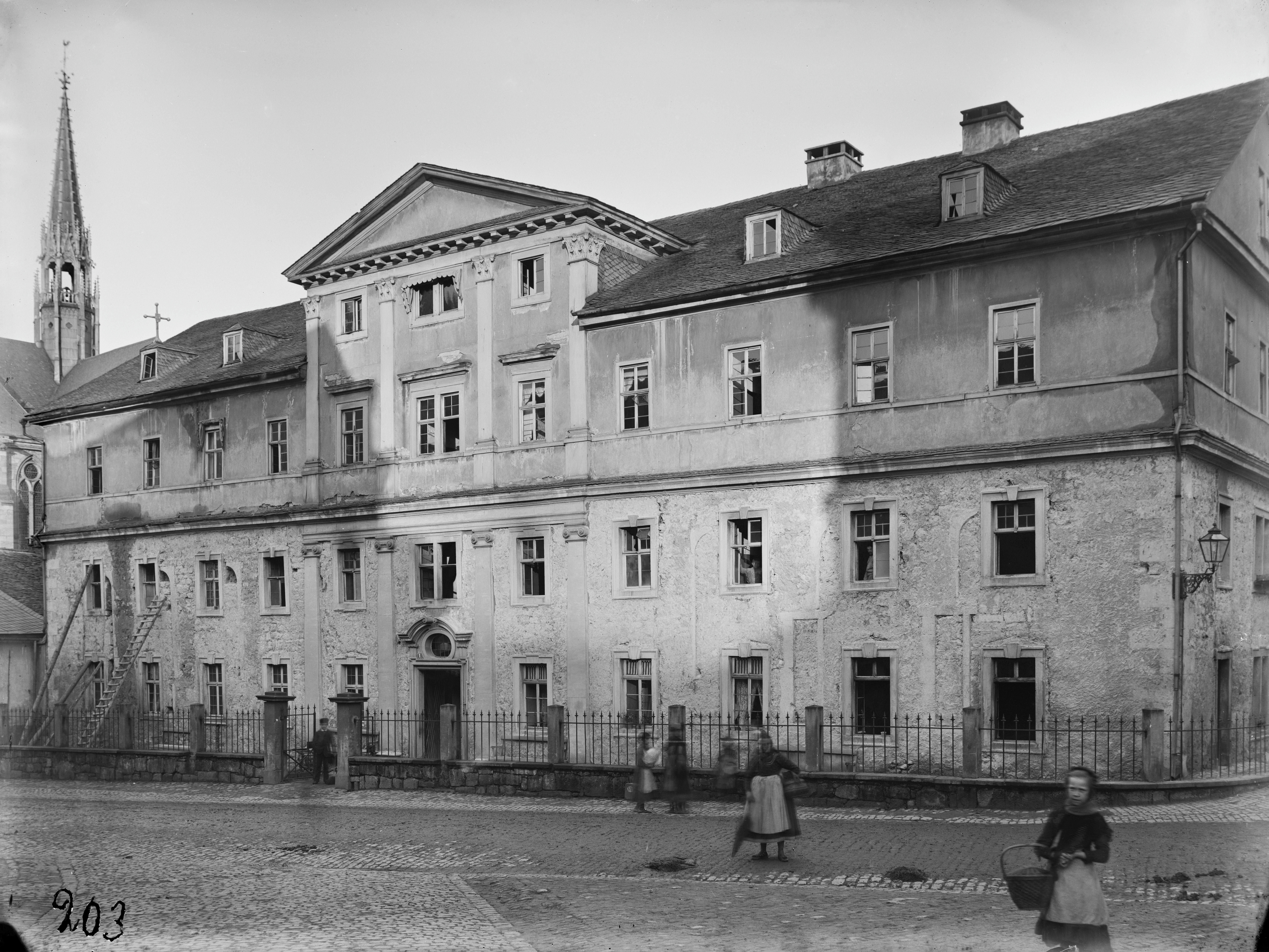
Das ehemalige Elisabethhospital kurz vor dem Abriss 1886

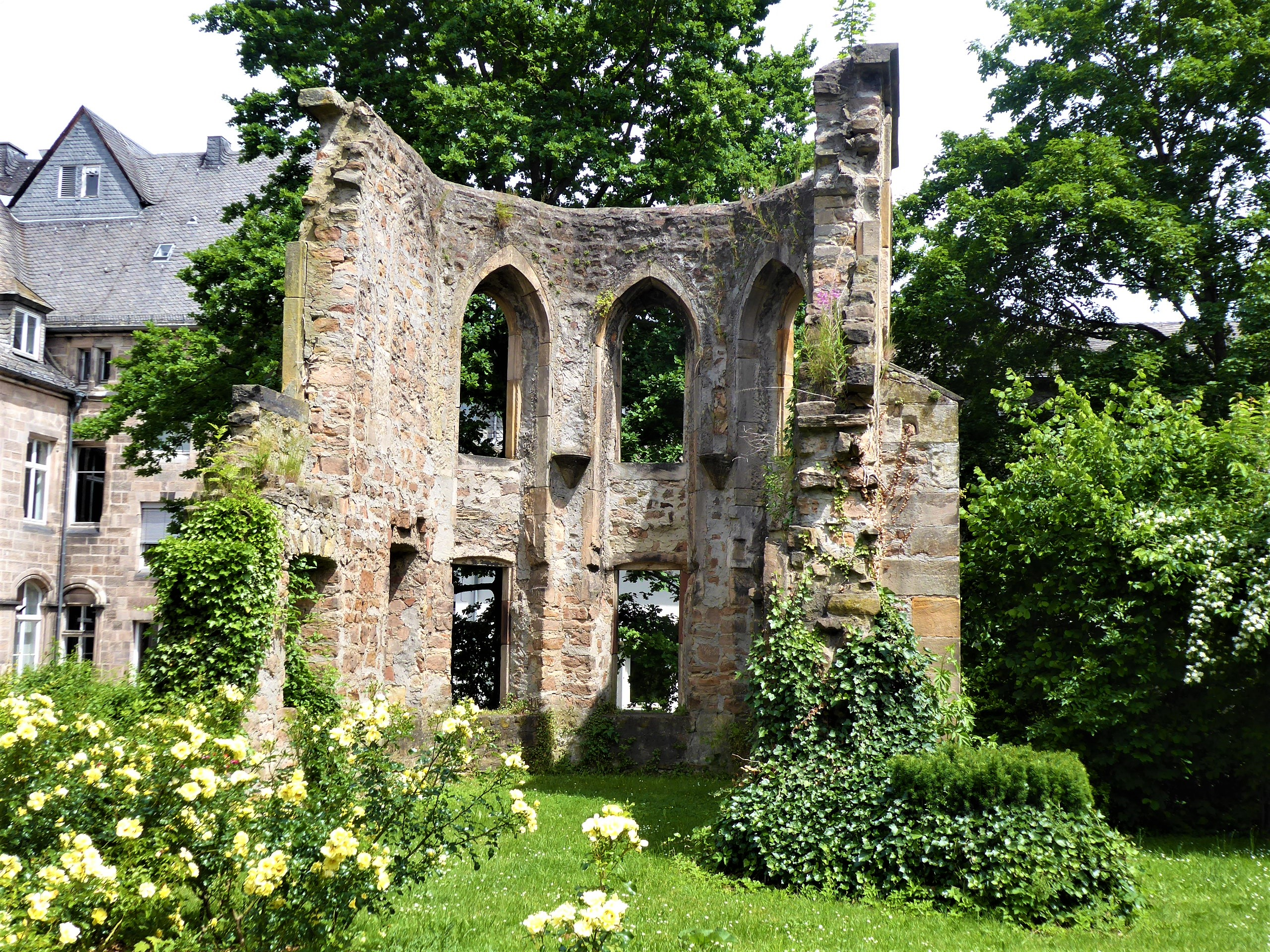
Ruine der Franziskuskapelle

Das Elisabethhospital, auch St. Elisabeth Hospital in Marburg war ein Hospitalgebäude, zu dem eine 1228 dem hl. Franz von Assisi geweihte Kapelle gehörte. Zum ersten Mal wurde hier dieses Patrozinium nördlich der Alpen vergeben.

## Geographische Lage
Die zu Lebzeiten der Elisabeth von Thüringen errichteten Gebäude wurden beim Bau der Elisabethkirche abgerissen, sodass die archäologisch nachgewiesenen Reste heute teilweise unter deren Nordkonche liegen. Die sichtbare Ruine der Franziskuskapelle gehört nicht zu dem ursprünglichen Gebäudekomplex, der rund 110 Meter nordnordöstlich davon lag.

## Motive der Hospitalgründung

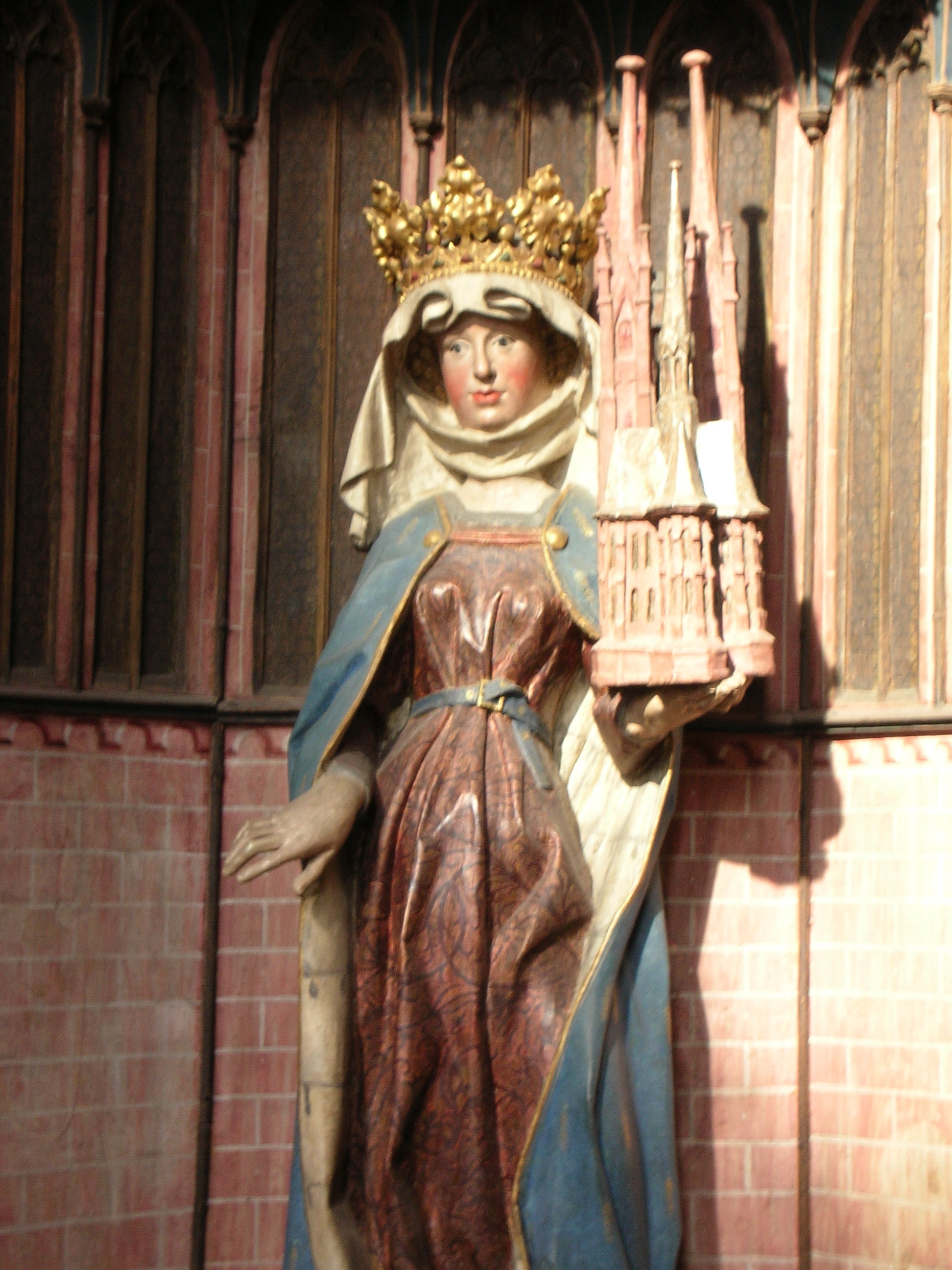
Elisabethfigur in der Marburger Elisabethkirche

Hospitalgründungen waren im 12. und 13. Jahrhundert, einer Hochphase städtischer Hospitäler, nicht ungewöhnlich. Elisabeth von Thüringen brachte sich allerdings nicht in eine bereits bestehende karitative Einrichtung ein, sondern entschied sich für eine eigene Stiftung. Wahrscheinlich von der damals in Nordfrankreich stark ausgeprägten Frauen- und Armutsbewegung sowie dem Armutsideal der Franziskaner beeinflusst, entschied sie sich für ein Leben in freiwilliger materieller Armut und Wohltätigkeit. Anders als in den letzten Jahrhunderten angenommen, gilt heute als wahrscheinlich, dass Elisabeth nicht zu einem vom hl. Franziskus begründeten Orden gehörte, da Konrad von Marburg selbst kein Franziskaner war.

## Das Hospital der hl. Elisabeth
Der nach dem Tod ihres Ehegatten, Ludwigs IV. von Thüringen, eskalierte Streit zwischen Elisabeth und ihren Verwandten wurde 1228 durch einen Vergleich beendet, bei dem Elisabeth eine Abfindung in Höhe von 2000 Silbermark und die Nutzung von Ländereien in Marburg erhielt. Auf Veranlassung ihres Seelensorgers Konrad von Marburg verlegte Elisabeth daraufhin ihren Wohnsitz von Eisenach nach Marburg.
Nach ihrer Ankunft in Marburg begann Elisabeth damit, ein Hospital einzurichten. Dieser erste Bau, einschließlich einer „bescheidenen Kapelle“ (Capella modica), wurde ab dem 24. März 1228 auf Elisabeths Initiative auf einer Landzunge zwischen der Lahn und einem Nebenfluss der Lahn errichtet.

„Sie gründete auch ein Hospital zur Aufnahme von Pilgern und Armen vor den Mauern der Stadt Marburg in der Ebene des Tales, denn die Stadt selbst liegt auf dem Berg.“

Das Vorhandensein eines natürlichen Abflusses durch die Lahn und die Lage unmittelbar vor den Toren der Stadt qualifizierten dieses Gebiet für die Einrichtung eines Hospitals. Als Trinkwasserversorgung diente eine rund 170 Meter nordwestlich gelegene Quelle, wo heute der St. Elisabethbrunnen zu finden ist. Eine gute Verkehrsanbindung, wichtig, um die Kranken vom Stadtkern fernzuhalten, war ebenfalls gegeben. Die Hospitalgründung geschah an einer direkten Verbindung von Kassel über die heutigen Marburger Stadtteile Wehrda und Ockershausen nach Frankfurt am Main.
 Der Hospitalbereich umfasste neben der Einrichtung selbst Elisabeths Wohnhaus und die Kapelle. Die Kapelle hatte einen Chor, in dem ein Altar stand. Das Areal wurde von einem Zaun umschlossen, wie eine zeitgenössische Beschreibung berichtet: 

„Viele Gebrechliche und Kranke blieben beim Zaun des Hospitals und in den Winkeln des Hofs zurück.“

## Neubau nach Elisabeths Tod

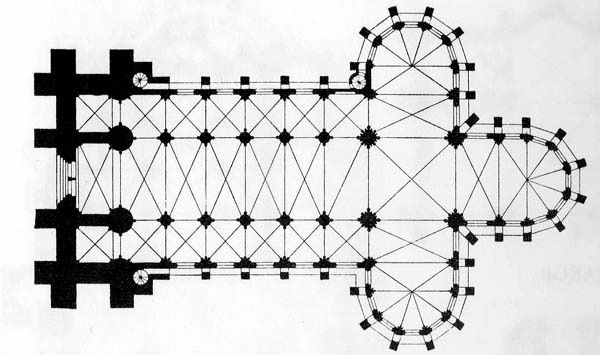
Grundriss der Elisabethkirche. Unter der nördlichen Konche liegen einige mittelalterliche Reste

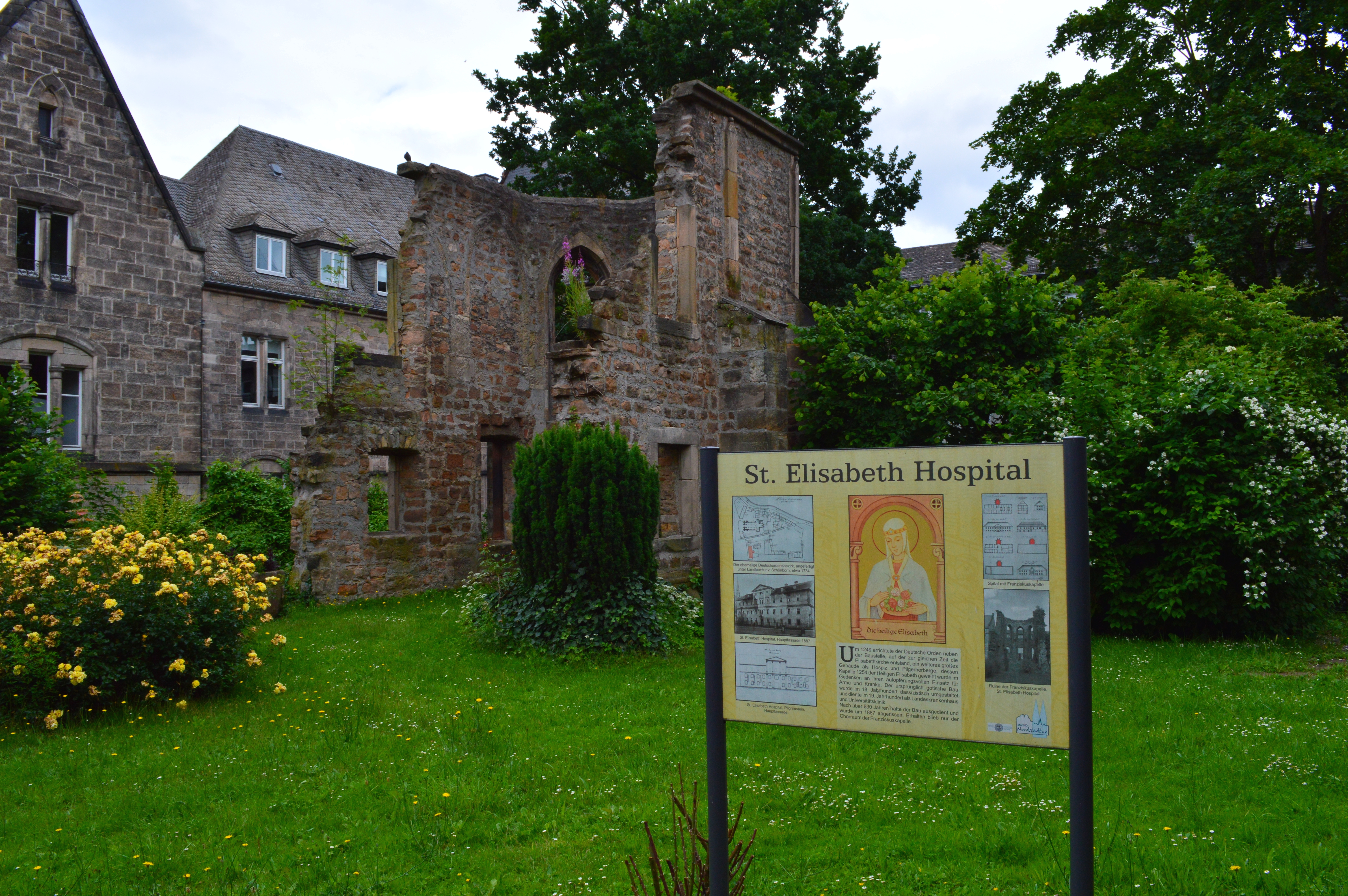
Ruine der Franziskuskapelle in Marburg mit Informationstafel im Vordergrund

Nach ihrem Tod wurde Elisabeth am 19. November 1231 in der Kapelle des Hospitals beigesetzt. Aufgrund der unmittelbar nach ihrem Tod einsetzenden Verehrung, Berichten von Wundern an ihrem Grab und dem dadurch entstehenden großen Andrang von Pilgern wurde es möglich, eine Steinkirche zu errichten. Ab dem Frühjahr 1232 entstand ein erster, steinerner Bau (ecclesia lapidea). Es ist davon auszugehen, dass die neue Basilika primär nicht mehr als Hospitalkapelle diente, sondern als Pilgerkirche. Am 10. August 1232 erfolgte die Weihe der zwei Altäre des Neubaus durch Konrad, und am 1. Mai 1236 fand im Beisein Kaiser Friedrichs II. die feierliche Erhebung der Reliquien Elisabeths und deren Umbettung an einen „vorbereiteten Ort“ (ad locum preparatum transtulerunt) innerhalb der Basilika statt.
Zeitweise ging die Anzahl der Wallfahrer zum Grab Elisabeths zurück – vermutlich auch, weil der Deutsche Orden keine Wallfahrtsstätte unterhalten wollte und konnte. Daher stellte Papst Gregor IX. am 30. Mai 1235 einen Ablassbrief aus, in dem das Bauprojekt des Deutschen Ordens bekannt gemacht wurde.
Nach Konrads Tod sollte das Hospital 1234 vom Deutschen Orden übernommen werden. Mit dem Ausbau des Ortes als Wallfahrtsort und der Heiligsprechung Elisabeths 1235 wurde die zunächst die alte Hospitalkapelle abgetragen.
Der Deutsche Orden ließ in der Zeit bis 1283 die Elisabethkirche errichten. 
Im Anschluss an die Fertigstellung des Nordchors 1244 wurde das ursprüngliche Hospital abgebrochen. In direkter Sichtweite zur Elisabethkirche entstand südlich davon ein neues Hospitalgebäude, von dem heute noch die Überreste des Chors der Hospitalkapelle erhalten sind, die 1254 der heiligen Elisabeth geweiht wurde. Folglich lässt sich der Abrisszeitraum auf die Jahre zwischen 1244 und 1254 eingrenzen.
Das neu errichtete Elisabethhospital wurde vom Deutschen Orden betrieben. Nach annähernd 500 Jahren wurde das Gebäude 1727 nach schwerem Sturmschaden umgebaut. Dabei wurden die hohe gotische Hospitalhalle in zwei Stockwerke geteilt, die gotischen Fenster vermauert und durch neue Öffnungen mit klassizistischen Fensterrahmen ersetzt. Von 1788 bis 1811 wurde die Kapelle von der wieder zugelassenen Katholischen Gemeinde als Gotteshaus genutzt. Nach der Aufhebung des Deutschen Ordens 1809 wurde das Hospital 1811 Universitäts-Klinik für Innere Medizin und Chirurgie und ab 1822/23 nach der Aufsetzung eines dritten Fachwerkgeschosses das Landkrankenhaus. 1886 wurde das baufällig gewordene Gebäude für den Neubau des Physiologischen Instituts abgebrochen. Nur der Kapellenanbau auf der Rückseite blieb als Ruine bis heute erhalten.

## Archäologische Grabungen im 20. und 21. Jahrhundert

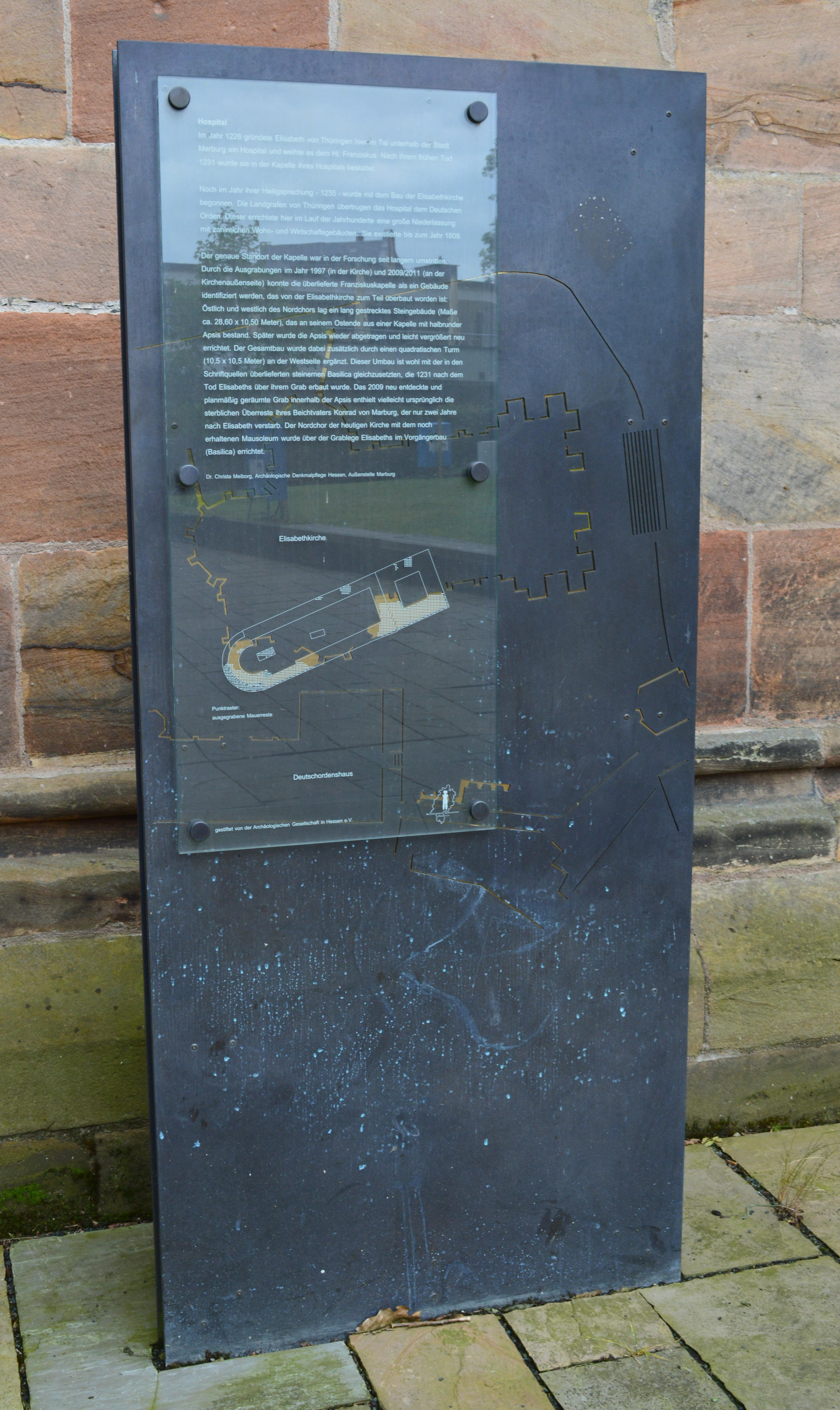
Informationstafel zu den Überresten des unter der Elisabethkirche liegenden Hospitals der hl. Elisabeth

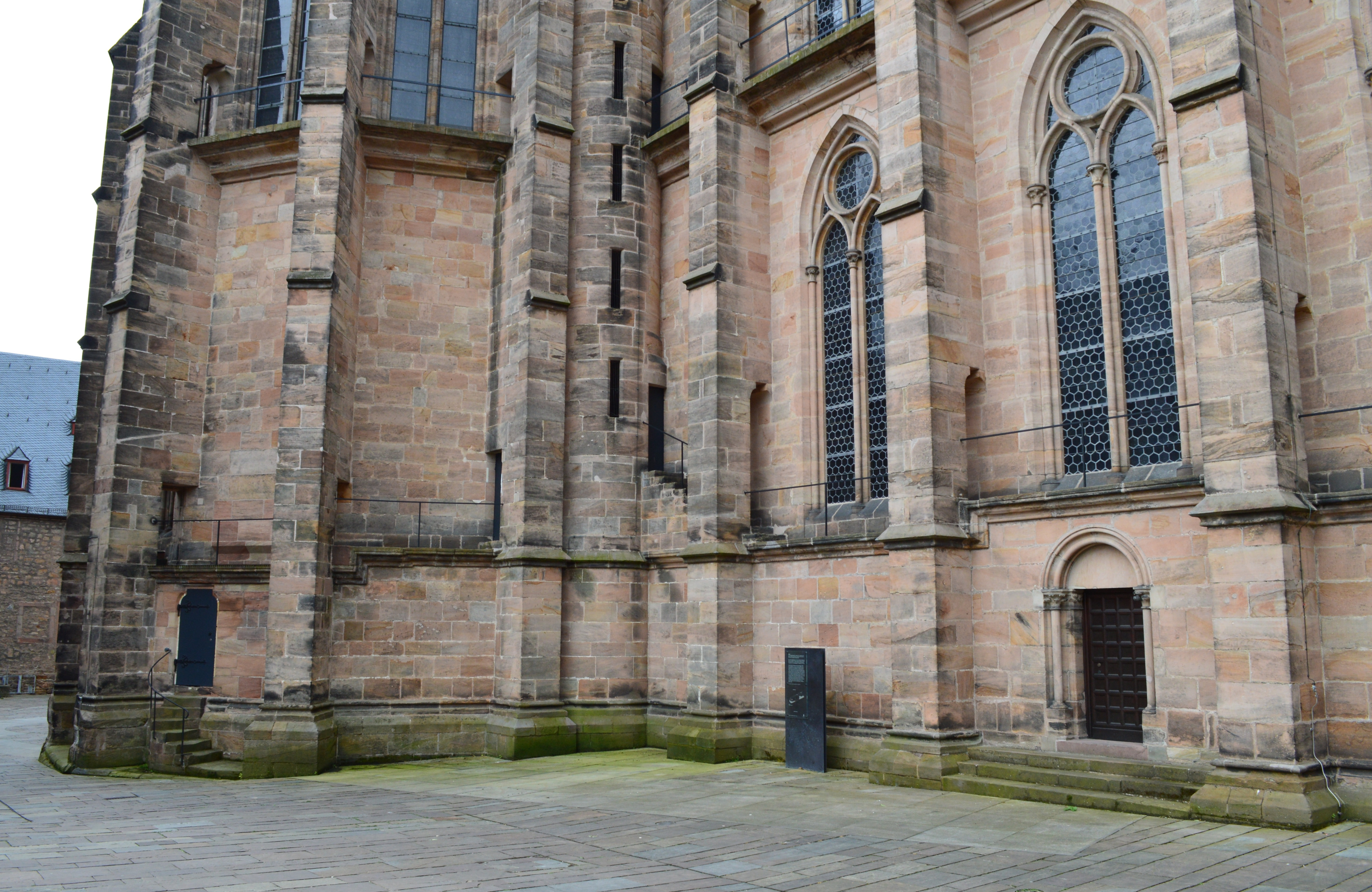
Auf dem Platz um die Elisabethkirche wurden die Umrisse des Hospitals der hl. Elisabeth durch einen alternativen Bodenbelag sichtbar gemacht.

Vom 28. September 1970 bis zum 25. Juni 1971 erfolgte direkt nördlich an die Elisabethkirche angrenzend die bis heute größte Stadtkerngrabung Marburgs. Unter der Leitung Ubbo Mozers konnte ein Teil des Gebietes offengelegt und untersucht werden. Das Ziel der Grabungsarbeiten – angestrebt war eine vollständige Kartierung des Gebietes um Elisabeths Hospitalgründung – wurde durch den Termindruck der ausführenden Baufirmen, die für die Erneuerung des Stadtbildes sorgten, nicht erreicht. Nachdem es am 23. Juni 1971 zwischen dem Grabungsteam und Mitarbeitern der ausführenden Baufirmen zu einem Zusammenstoß gekommen war, wurden die archäologischen Untersuchungen beendet.
Durch seine Arbeit konnte Ubbo Mozer nachweisen, dass Elisabeth ihre Einrichtung vor den Toren der Stadt auf bis dahin unbebautem Gebiet errichtete. Die archäologischen Quellen konnten zum Teil in Einklang mit den schriftlichen Quellen gebracht werden, wonach Elisabeth ihr „Häuschen aus Lehm und Holz“ errichtet haben soll.
Zu den hochmittelalterlichen Siedlungsbefunden gehört zum einen, direkt an die Nordkonche der Elisabethkirche angrenzend, das Mauerwerk eines Gebäudes, das auf eine Mischkonstruktion zwischen älterem Pfosten- und entwickeltem Ständerbau hindeutet. Die Befunde, beispielsweise Randscherben verschiedener Kugeltöpfe aus dem 11. bis 13. Jahrhundert, deuten darauf hin, dass dieser zweiphasige Fachwerkbau spätestens mit der Verlegung von Bleiwasserleitungen um 1260 abgebrochen wurde. Anhand der nachgewiesenen Herdstelle ist die Funktion eines Wohnhauses naheliegend. Nördlich davon ließen sich Überreste zweier weiterer Gebäude finden, zu deren Funktion wegen des fehlenden Zusammenhangs aber keine Aussage getroffen werden kann. Um die Mauern des Konradbaus kam ein Friedhof in der Größe von 15 Gräbern mit 18 Bestattungen ans Tageslicht. Die Anordnung der Hände parallel zum Körper, die auch charakteristisch für Grablegungen in Basel, Dessau, Schleswig oder Dänemark des 13. und 14. Jahrhunderts ist, und die Erkenntnis, dass vor Elisabeths Ankunft auf diesem Gebiet keine Kirche stand, lässt den Schluss zu, dass es sich hier um einen frühestens 1228 eingerichteten Friedhof handelt. Die Bestatteten waren Menschen, die einen gehobenen Lebensstandard pflegten und nicht zu den von Elisabeth Gepflegten gehörten. Die Theorie von Pilgern oder einflussreichen Personen, die in der Nähe der Heiligen bestattet werden wollten, ist näherliegend. Weitere Erkenntnisse folgten durch die Ausgrabungen 1997 innerhalb und 2009 außerhalb der Elisabethkirche.
2009 konnten im Bereich der Nordkonche größere Abschnitte des mittelalterlichen Baus freigelegt werden, der durch eine Abweichung von der Ost-West-Ausrichtung um 20,5° auffällt. Die darüber erbaute Elisabethkirche weist lediglich eine Abweichung um 7° auf. Die Maße des entdeckten Steingebäudes betragen 28,60 × 10,50 Meter, direkt östlich schließt eine Kapelle mit halbrunder Apsis an. Im Westen konnte der 10,50 × 10,50 Meter große Umriss eines quadratischen Turmes freigelegt werden. Bei der Neugestaltung des umgebenden Areals wurden zwei verschiedene Bodenbeläge gewählt und eine Informationstafel angebracht, um auf die Grabungsergebnisse hinzuweisen.